# Kiler-ów 2-óch (album)
Kiler-ów 2-óch – wydana w 1999 roku na płycie ścieżka dźwiękowa do filmu komediowego Juliusza Machulskiego o tym samym tytule. Na albumie znalazły się premierowe utwory, choć zespół nagrał też w nowej wersji utwór Mijamy się i stworzył wersje instrumentalne znanych piosenek, np. Wyszków tonie. Płytę otwierają i zamykają miksy dialogów z filmu. Płytę wypromowała piosenka Co powie Ryba, a w radiu grane były także wydane na singlach Nie jestem sobą i Ja mam szczęście. Do Co powie Ryba i Nie jestem sobą nagrano teledyski z fragmentami z filmu.

## Lista utworów
1. „Dialogi 1: Morales”
2. „Ja mam szczęście” (J. Mioduchowska / K. Sienkiewicz)
3. „Co powie Ryba” (K. Sienkiewicz)
4. „Oto wyniki” (instr.) (T. Grochowalski)
5. „Salto Morales” (K. Sienkiewicz)
6. „Szakal boogie (instr.)” (K. Sienkiewicz)
7. „Nie jestem sobą” (K. Sienkiewicz)
8. „Ewunia pomoże” (instr.) (K. Sienkiewicz)
9. „Wielki tenis (a miało być tak pięknie)” (K. Sienkiewicz)
10. „Wyszków tonie” (instr.) (K. Sienkiewicz)
11. „Triumf silnej woli” (instr.) (P. Łojek)
12. „Było zostać w pieluchach” (K. Sienkiewicz)
13. „Mam go mambo” (instr.) (P. Łojek)
14. „Mijamy się (w. reggae)” (K. Sienkiewicz)
15. „Ryba orientalna” (instr.) (L. Paduch, T. Grochowalski, K. Sienkiewicz, A. Korecki, P. Łojek)
16. „Zabić K. (instr.)” (T. Grochowalski)
17. „Co powie Ryba” (instr.) (K. Sienkiewicz)
18. „Ballada o Szakalu” (P. Łojek)
19. „Mijamy się” (instr.) (K. Sienkiewicz)
20. „Dialogi 2: Szakal”

## Wykonawcy
- Kuba Sienkiewicz – gitara elektryczna, gitara akustyczna, gitara klasyczna, śpiew
- Piotr Łojek – syntezator, gitara elektryczna
- Tomasz Grochowalski – gitara basowa, gitara elektryczna, instrumenty perkusyjne
- Aleksander Korecki – saksofon, flet, fisharmonia
- Leon Paduch – perkusja, instrumenty perkusyjne